# Vickelsjön
Vickelsjön este o arie protejată (arie specială de conservare — SAC, sit de importanță comunitară — SCI) din Suedia întinsă pe o suprafață de 33,7 ha, integral pe uscat.

## Localizare
Centrul sitului Vickelsjön este situat la coordonatele 60°00′55″N 18°29′05″E / 60.0152°N 18.4847°E.

## Înființare
Situl Vickelsjön a fost declarat sit de importanță comunitară în iulie 2000 pentru a proteja 1 specie de plante și 1 specie de animale. Situl a fost protejat și ca arie specială de conservare în martie 2011.

## Biodiversitate
Situată în ecoregiunea boreală, aria protejată conține 1 habitat natural: Taiga vestică.
La baza desemnării sitului se află mai multe specii protejate:
- plante (1): Buxbaumia viridis
- nevertebrate (1): Xyletinus tremulicola